# بديع أووك
بديع أووك هو لاعب كرة قدم مغربي من مواليد 29 مارس 1995، يشغل مركز مهاجم بنادي الوداد الرياضي.

## روابط خارجية
- بديع أووك على موقع قاعدة بيانات كرة القدم.إي يو (الإنجليزية)
- بديع أووك على موقع Soccerway.com (الإنجليزية)
- بديع أووك على موقع عالم كرة القدم.نت (الإنجليزية)

- بديع أووك على موقع transfermarkt.fr
- بديع أووك على موقع eurosport.fr
- بديع أووك على موقع المنتخب